# Magninia tonkinea
Magninia tonkinea är en skalbaggsart som beskrevs av Dominique Clermont 1932. Magninia tonkinea ingår i släktet Magninia och familjen långhorningar. Inga underarter finns listade i Catalogue of Life.